# Vitalius buecherli
Vitalius buecherli är en spindelart som beskrevs av Rogerio Bertani 200. Vitalius buecherli ingår i släktet Vitalius och familjen fågelspindlar. Inga underarter finns listade i Catalogue of Life.